# أيمن حسونة
أيمن حسونة هو عالم آثار وأستاذٌ جامعي فلسطيني. عمل في دائرة الآثار بغزة وألقى محاضرات في الجامعة الإسلامية بغزة. قاد حسونة الحفريات في الكنيسة البيزنطية في جباليا وشارك في مشاريع الحفاظ عليها.

## سيرته

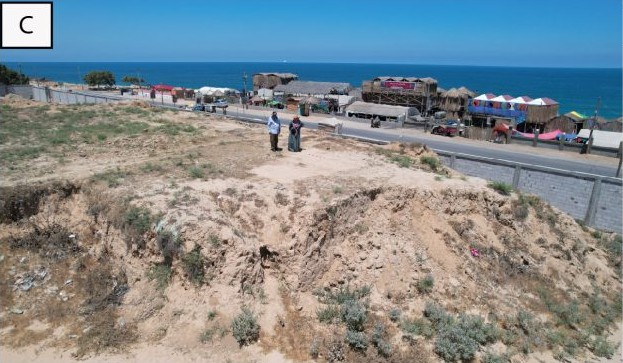
فريق GAZAMAP يقوم بمسح قمة تل رقيش في عام 2022. قاد حسونة العمل الميداني لتدريب الطلاب من الجامعة الإسلامية.

في عام 1995، انضم حسونة إلى فريق علماء الآثار الذين قاموا بالتنقيب في أنثيدون وكان مشاركًا في المشروع لمدة تقرب من عقد من الزمان. أثناء عمله في دائرة الآثار بغزة في تسعينيات القرن العشرين، قاد حسونة أعمال التنقيب في الكنيسة البيزنطية في جباليا إلى جانب ياسر مطر. كما شارك في مشاريع الحفاظ والترميم في المواقع التاريخية في غزة، حيث قدم استشارات بشأن الحفاظ على أرضية فسيفساء بيزنطية في عبسان الكبيرة، وعمل مع المشروع في دير القديس هيلاريون. انتقد حسونة حماس والسلطة الفلسطينية وإسرائيل بسبب التحديات التي تواجه الحفاظ على المواقع التراثية الفلسطينية.
عمل حسونة في الجامعة الإسلامية بغزة أستاذاً للتاريخ والآثار. تعاون مع مشروع الآثار البحرية في غزة (GAZAMAP) نيابة عن الجامعة الإسلامية من عام 2022 إلى عام 2023، وبصفته مديرًا ميدانيًا، قاد رحلات تدريبية للطلاب إلى تل السكن وتل رقيش. يهدف المشروع إلى توثيق هذه المواقع وإنشاء الخبرة في علم الآثار البحرية داخل غزة.
واصل حسونة التدريس خلال جائحة كوفيد-19، مستخدمًا تطبيق زووم لإلقاء المحاضرات، واستخدم نفس الأساليب للتدريس أثناء الغزو الإسرائيلي لقطاع غزة. تم تدمير المباني الرئيسية لجامعة القدس المفتوحة في وقت مبكر من حرب غزة. بعد بدء الغزو في أكتوبر/تشرين الأول 2023، غادر حسونة وعائلته مدينة غزة. لقد عاشوا في مساكن مؤقتة ضيقة واضطروا إلى الانتقال مرة أخرى مع انتشار القتال. تم تدمير منزله أثناء الغزو، وفي عام 2024، تم إخلاء حسونة ولجأ إلى مصر ثم توجه إلى الإمارات العربية المتحدة.